# Maoridiamesa intermedia
Maoridiamesa intermedia är en tvåvingeart som beskrevs av Lars Zakarias Brundin 1966. Maoridiamesa intermedia ingår i släktet Maoridiamesa och familjen fjädermyggor. Inga underarter finns listade i Catalogue of Life.